# Ether (музички албум)

Ether је четврти студијски албум америчког хип хоп извођача B.o.B-а. Објављен је 12. маја 2017. године преко издавачких кућа No Genre, Гранд хустл и Емпајер дистрибушен, то је први албум који је објавио назависно. Албум је пети наставак његове серије из компилацијског албума Elements, објављеног 2016. године. На албуму гостују Лил Вејн, Young Thug, T.I., Big K.R.I.T., Ty Dolla Sign, Ашер, CeeLo Green, Young Dro и други.

## Позадина
B.o.B је потписао за дискографску кућу Атлантик рекордс 2008. године и са њом је објавио свој дебитантски студијски албум The Adventures of Bobby Ray, 2010. године. Од тада објавио је са Атлантик рекордсом више пројеката, укључујући три EP-а, три студијска албума и више микстејпова. B.o.B је изјавио да га потискују и убрзо су престали да сарађују. Прије него што је ушао у несугласице са дискографском кућом, написао је на твитеру "Постоји забрана на BoB-а. Бојкотују ме, плаше се да ћу превише изложити. Моја сопствена кућа чак и не промовише моје албуме, микстејпове, шоуе и догађаје... НУЛА промоције." Након разлаза са Атлантиком почео је да издаје преко своје издавачке куће No Genre и у сарадњи са Емпајер дистрибушеном (енгл. Empire Distribution).

Ако погледате на моју каријеру, то је прича у наставцима. У The Adventures of Bobby Ray, Боби иде у авантуру. Удише неке чудне облаке послије тога. Затим одлази у ноћни клуб и ради урбану музику у Underground Luxury. Узима неке психодјеличне гљиве и пушта свјесни пројекат као Psycadelik Thoughtz. Сада, желим да узмем све и забавим се у овој кулминацији названој ETHER. Увијек сам вјеровао да је знање плус искуство једнако мудрост. Искуство је ушло .

— B.o.B у интервјуу у априлу 2017. године.
На дан 4. децембра 2015. објавио је микстејп под називом WATER (We Are The Enemy Really). У истом смјеру наставио је са још три микстејпа; FIRE (False Idols Ruin Egos), EARTH (Educational Avatar Reality Training Habitat) и AIR (Art Imitates Reality). На дан 4. новембра 2016. године објавио је компилацијски албум са микстејповима, под називом Elements. На дан 1. априла 2017. године, написао је на твитеру "чекај минут.... није ли ту пети елемент". На дан 5. априла 2017. године, открио је умјетнички омот за пројекат који је назвао Ether, што је фанове подстакло да питају "да ли је ово албум или пети елемент", на шта је B.o.B одговорио "оба". Серија се односи на основне елементе, који се најчешће односе на концепт елемената Класичне Грчке: Земља, Вода, Ватра, Ваздух и Етер, који су предложени да објасне природу и сложеност свих материја у смислу једноставних супстанци.
У мају 2017. године, у интервјуу са B-Real из групе Сајпрес хил, B.o.B је говорио о мисаоном процесу док је креирао Ether, не присиљавајући своја вјеровања фановима и зашто је албум мање свјестан од осталих дјелова из компилације "Elements": "Нешто од тога је забавно, нешто од тога је да те натјера да се замислиш, али иако те тјера да се замислиш, и даље је добра музика. Биће о музици примарно". У интервјуу за телевизију Fuse, открио је да је имао план да сними серију "Elements" и прије него што је снимио дебитантски студијски албум 2010. године, додајући да је његов први албум био сав о елементима, наводећи омот албума, који укључује земљу, воду, ватру и ваздух у умјетничком дјелу. Када је говорио о предмету, рекао је: "Ether се односи на етерично подручје, кроз које пролазе сва материја и сва енергија. Доста источњачке традиције и вјеровања које признаје чи, енергија коју не можете да видите. То је невидљиво."

## Снимање и продукција
B.o.B је изјавио да је одлука о гостујућим извођачима дошла из претходних дјелова Elements серије на којој није био ни један гост, изјавио је: " За овај пројекат Ether, отворио сам врата за више спољашњег утицаја, зато што је пројекат Elements који сам објавио био сав о мени, нисам хтио да га ико дира зато што је морало да буде тако. Али да бих га завршио са петим елементом, осјетио сам као да желим да буде више грандиозно велико финале". У интервјуу за часопис Complex, изјавио је: "Сва гостовања су само стварно људи са којима се је*ем. Ја не сарађујем са сваким, човјече, и ја сам до тачке у којој... Само желим да радим са људима са којима се слажем и са којима вибрирам. Чак иако сарађујем са истим извођачем шест пута, наставићу и даље да радим то." У интервјуу је открио да је четврта пјесма са албума "Peace Piece", коју је снимио са репером Big K.R.I.T., првобитно била дата реперу T.I. за његов албум Us or Else: Letter to the System. У интервјуу за телевизију Fuse, рекао је да је сам продуцирао око пола албума, док су Жак Баз и and 30 Roc урадили доста продукције."

## Објављивање и промоција
На дан 28. октобра 2016. објављен је водећи сингл албума, под називом "4 Lit", коју је снимио са реперима T.I. и Ty Dolla Sign. То је прва пјесма коју је објавио преко своје независне издавачке куће No Genre, као сингл. Видео спот за пјесму, који је режирао Чед Тенес, премијерно је приказан 5. априла 2017. године. На дан 19. априла 2017. године, најавио је концертну турнеју под називом "The Elements Tour" у знак подршке албуму. На дан 3. маја 2017. године, објавио је списак пјесама и објавио је пјесму "Xantastic", коју је снимио са репером Young Thug, као промотивни сингл. Сингл је одмах био доступан на Ајтјунсу за оне који су унапријед наручили албум. На дан 11. маја 2017. године, одржао је сесију слушања за албум Ether у студију број 7. у Атланти.

## Критички пријем
| Професионални рејтинг | Професионални рејтинг |
| Резултати             | Резултати             |
| Извор                 | Рејтинг               |
| --------------------- | --------------------- |
| AllMusic              | [ 32 ]                |
| HipHopDX              | [ 33 ]                |
| Music Connection      | [ 34 ]                |
| hiphop-N-More         | [ 35 ]                |
| XXL                   | (XL)                  |

Ether је добио генерално позитивне рецензије. Џо Коад са сајта HipHop-N-More.com написао је: "На Ether, B.o.B има јаке поглее, јаке теорије, али на срећу и јачу музику. Нема шансе да се врати на висине које је некад заузео 2010, али чини се његови фанови или он толико забринути око тих дана. Истина је да музика овдје не залази превише далеко од онога што је стварао током дана проведених на врху топ листа и оно што се стварно промијенило је перцепција јавности о њему, нажалост. Мејнстрим успјех и рекордна продаја су можда пале поред пута, али Ether је корак назад ка враћању B.o.B-а под рефлекторе." Уредник сајта DJBooth.net написао је: "Ether је добро заокружен, није оптерећен премишљањем и теоријским одбицима, већ умјетник открива унутрашњи сукоб и спољашње околности. Ту је треп музика, друштвено тумачење и унутрашњи анализа. Као да тражи баланс унутар самога себе опет... Ether је подсјетник да B.o.B није изгубио свој ум, он и даље садржи таленат који нас је навикао на успјех на првом мјесту." У чланку часописа XXL, уредник је дао албуму четири од могућих пет звјездица написавши: "Фокусирајући се више на приказивање свог лирицизма и снаге као MC радије него на постизање поп удараца, B.o.B је засијао кроз 12 пјесама албума, доказујући да је једнако ефикасан као солиста као што је као сарадник. B.o.B је можда изгубио основу на путу, али "Ether" је корак у правом смјеру и изванредан напор који доказује да је он још увијек један од талентованијих уметника изван Југа."

## Списак пјесама
| №               | Назив                               | Аутор(и)                              | Продуценти       | Трајање |  |
| 1.              | Fan Mail                            | B.o.B                                 | [B.o.B           |         |  |
| 2.              | E.T. (ft. Лил Вејн)                 | B.o.B. Лил Вејн                       | B.o.B            | 3:29    |  |
| 3.              | Middle Man / Mr. Mister             | B.o.B Самуел Глоде                    | 30 Roc B.o.B     | 6:52    |  |
| 4.              | Peace Piece (ft. Big K.R.I.T.)      | B.o.B Big K.R.I.T.                    | Big K.R.I.T.     | 4:17    |  |
| 5.              | Finesse                             | B.o.B Самуел Глоде                    | 30 Roc           | 2:52    |  |
| 6.              | Xantastic (ft. Young Thug)          | B.o.B Young Thug Самуел Глоде         | 30 Roc           | 3:24    |  |
| 7.              | Tweakin (ft. Young Dro и Лондон Џе) | B.o.B Young Dro Жак Лов               | B.o.B JaqueBeatz | 4:14    |  |
| 8.              | 4 Lit (ft. T.I. и Ty Dolla $ign)    | B.o.B T.I. Ty Dolla $ign Самуел Глоде | 30 Roc           | 3:23    |  |
| 9.              | Substance Abuse                     | B.o.B                                 | JaqueBeatz B.o.B | 3:52    |  |
| 10.             | Avalanche                           | B.o.B                                 | JaqueBeatz B.o.B | 3:28    |  |
| 11.             | I Know (ft. WurlD)                  | B.o.B Sadiq Onifade                   | B.o.B JaqueBeatz | 3:51    |  |
| 12.             | Big Kids (ft. Си Ло Грин и Ашер)    | B.o.B Си Ло Грин Ашер                 | JaqueBeatz       | 3:32    |  |
| Укупно трајање: | Укупно трајање:                     | Укупно трајање:                       | Укупно трајање:  | 45:35   |  |

## Листе
Албум "Ether" дебитовао је на 179 мјесту на Билборд 200 листи албума, што представља огроман пад у односу на 2010. годину, када је његов дебитантски албум B.o.B Presents: The Adventures of Bobby Ray био на првом мјесту на листи.
| Листа(2017) | најбоља позиција |
| ----------- | ---------------- |
| Билборд 200 | 179              |